# Zoljani
Zoljani is een plaats in de gemeente Oprisavci in de Kroatische provincie Brod-Posavina. De plaats telt 44 inwoners (2001).